# Filippo Asaro
Filippo Asaro (Mazara del Vallo, 4 ottobre 1909 – Mazara del Vallo, 31 marzo 1986) è stato un politico italiano.

## Biografia
Di professione segretario comunale, dal 1939 svolse attività antifascista. Militante nel PCI dal 1943 con responsabilità politico-sindacali e per gli enti locali. Nel 1951 venne condannato dal tribunale militare di Taranto a 11 mesi di carcere militare per "istigazione di militari in congedo a violare i doveri del loro stato" dopo aver organizzato e diretto manifestazioni in difesa della pace e di protesta contro le installazioni in Italia di armi atomiche statunitensi. A seguito della condanna, fu destituito dalle funzioni di segretario comunale.
Fu eletto senatore nel 1953 per il PCI nel collegio di Alcamo-Mazara del Vallo. Fece parte della commissione speciale bicamerale per le indagini sulle condizioni dei lavoratori nel posto di lavoro. Non si candidò alle successive elezioni politiche, concludendo quindi il mandato parlamentare nel 1958. In seguito fu consigliere comunale di Mazara del Vallo e assessore per la Finanza, il bilancio e il personale.
Morì nel marzo 1986 all'età di 76 anni.